# شين جيمين
شين جيمين وتُعرف بأسم جيمين فقط، مغنية راب ومغنية كورية جنوبية سابقة. اشتهرت سابقًا بكونها قائدة ومغنية الراب الرئيسية لفرقة الفتيات AOA ، التي ظهرت لأول مرة في عام 2012 تحت إف إن سي إنترتينمنت في عام 2015، كانت جيمين متسابقة نصف نهائي في الموسم الأول من مسابقة مغنيات الراب الغير جميلات خلال البرنامج، أصدرت العديد من أغاني التعاون الناجحة، أبرزها «بداية جيدة» (مع إم سل أنغ) و "Puss" (مع إيرون).

## السيرة الذاتية
ولدت شين في 8 يناير 1991، في سيونغنام، جيونجي، كوريا الجنوبية.  تعلمت العزف على الجيتار والهارمونيكا والبيانو عندما كانت طفلة.  من عامها الثاني في المدرسة الإعدادية إلى عامها الأول في المدرسة الثانوية، درست في الخارج في مدرسة اللغة الصينية لمدة عامين.  أثناء وجودها في الصين، حضرت أيضًا مدرسة موسيقية عملية ،
شين كانت عضوة في فرقة اي او اي مُنذ 2012 والفرقة الفرعية أي أو أي بلاك مُنذ 2013، غادرت شين الفرقة والصناعة الترفيه بأكملها في يوليو 2020 بعد ظهور فضائح التنمر.

## الحياة الشخصية

### ادعاءات وفضيحة التنمر
في 3 يوليو 2020، زعمت عضوة AOA السابقة كوون مينا في منشور على إنستغرام أن شين جيمين قامت بالتنمر عليها لمدة عشر سنوات، مما أدى إلى خروجها من الفرقة في عام 2019. نشرت كون مينا صورة لمعصمها المندوب وزعمت أنها حاولت الانتحار عدة مرات بسبب تنمر شين جيمين عليها. وبحسب ما ورد ردت شين على الاتهامات بنشرها على ستوري حسابها الشخصي كلمة «خيال» قبل ان تقوم يحذفها بعد فترة وجيزة. رداً على ذلك قالت كون: «خيال؟ إنه أمر مخيف جدًا أن نقول عنه خيال».

بعد الجدل، صرحت كوون أن كل عضوات فرقة AOA ومدراء الأعمال قمن بزيارتها بمنزلها في 3 يوليو وأن شين اعتذرت منها شخصيا لاحقًا في 4 يوليو، كتبت شين اعتذار لـ مينا ونشرته عبر حسابها الشخصي على إنستغرام ،
لا يمكنني التعبير عن كل شيء أريد قوله في رسالة قصيرة، لكني أشعر بالأسف، وأعتذر. لقد كنت مقصرة جدا بصفتي قائدة للفرقة، وأنا أعتذر عن ذلك. أنا أشعر بالندم والذنب أنه خلال الأوقات التي كنا فيها معا، أنا لم أكن قادرة على فهم مينا، ولا أعتقد بأني كنت أهتم بها، أنا كنت مهملة. حتى بالأمس، أنا بكيت وتوسلت وبكيت مجددا. ومع ذلك، أنا أشعر بالأسف الشديد تجاه مينا، حيث أن مشاعرها تجاهي لن تُحل بسهولة. أنا متأسفة للغاية. حين كنت أصغر عمرا، أنا عشت بداية عشرينياتي معتقدة أن الفرقة لا يجب عليها أن تظهر إلا الجوانب الجيدة فقط للموظفين والعامة، لكن أعتقد أن تلك كانت طريقة سيئة لقيادة الفريق كإنسانة. أنا متأسفة لتسببي بقضية الجدل هذه. أنا متأسفة لكتابتي المهملة. والأهم من كل ذلك، أنا أعتذر بصدق لـ مينا والعضوات اللواتي عملن بجد من أجلنا.
أعلنت وكالة إف إن سي إنترتينمنت اليوم التالي أن شين قد تركت فرقة AOA والصناعة الترفيه بأكملها رسميا.

## جوائز وترشيحات
- 2015: ترشحت لـ جائزة عن حفل جوائز مل وان الـ7 بفئة "Hot Trend" عن تعاونها "Puss" مع إيرون.

## روابط خارجية
- شين جيمين على موقع ميوزك برينز (الإنجليزية)
- شين جيمين على موقع أول ميوزيك (الإنجليزية)
- شين جيمين على موقع ديسكوغز (الإنجليزية)